# Clytellus canaliculatus
Clytellus canaliculatus es una especie de escarabajo longicornio del género Clytellus, tribu Clytellini, orden Coleoptera. Fue descrita científicamente por Holzschuh en 1993.

## Descripción
Mide 3,9-4,4 milímetros de longitud.

## Distribución
Se distribuye por Tailandia.